# Þjóðólfur úr Hvini
Þjóðólfur úr Hvini (Thiodholfur) fue un escaldo o poeta noruego activo hacia el año 900 de la corte de Harald I de Noruega. Se le considera el autor del Ynglingatal primigenio (en el cual se basó el posterior Ynglingatal), una oda para el rey noruego Ragnvald la Alta Montaña que describe su supuesta ascendencia de los reyes suecos y dioses nórdicos.
También se le atribuye el poema Haustlöng.